# ماکسیم مدودوف
ماکسیم مدودف یک فوتبالیست آذربایجانی است که در حال حاضر در تیم‌های ملی فوتبال قره باغ و تیم ملی فوتبال آذربایجان بازی می‌کند و کاپیتان آنها است. او در درجه اول به عنوان یک مدافع راست بازی می‌کند، اما همچنین می‌تواند به عنوان یک دفاع چپ یا مدافع میانی مورد استفاده قرار گیرد.